# Praso
Praso és un antic municipi italià dins de la província de Trento. L'any 2010 tenia 342 habitants. Limita amb els municipis de Bersone, Daone, Lardaro, Pieve di Bono i Roncone.
L'1 de gener 2015 es va fusionar amb els municipis de Daone i Bersone creant així el nou municipi de Valdaone, del qual actualment és una frazione.

## Administració
| Període | Identitat         | Partit        |
| ------- | ----------------- | ------------- |
| 2010-   | Roberto Panelatti | Llista cívica |